# Maupihaa
Maupihaa (fransk île Maupihaa eller Mopelia) er en ø i Fransk Polynesien i Stillehavet. Der bor ca. 100 personer på øen som hovedsagelig er beskæftiget med østers og perlefiskeri. Øen er administrativt under Maupiti.

## Geografi
Maupihaa ligger i øgruppen Selskabsøerne ca. 360 km nordvest for Tahiti. Øen har et areal på ca. 4 km² og 
er en atol af et næsten cirkulært koralrev med en diameter på ca. 8 km. 

## Historie
Atollen blev opdaget i 1767 af Samuel Wallis. I 1917 forliste den tyske kaptajn Felix von Luckner med sit skib Seeadler ved øen. I 1903 blev den sammen med de øvrige øer i Fransk Polynesien indlemmet i det nyetablerede Établissements Français de l'Océanie Fransk Oceanien) og endelig blev der i 1953 bygget en meteorologisk målestation på Maupihaa.
16°48′S 153°57′V / 16.8°S 153.95°V